# عمارت باغ ایلخانی
عمارت باغ ایلخانی یکی از عمارت‌های تاریخی شهر شیراز می‌باشد که در محلهٔ «میدان شاه» این شهر واقع شده‌است. این بنا به‌دستور «محمدقلی‌خان ایلخانی» -یکی از ایلخانان قشقایی- احداث شده‌است و علاوه بر عمارت مذکور، عمارت کلاه‌فرهنگی دیگری نیز در این باغ احداث شده‌است.
باغ ایلخانی از باغ‌های تاریخی و مشهور دورهٔ قاجاریه به‌شمار می‌آید.